# Aillas
Aillas é uma comuna francesa na região administrativa da Nova Aquitânia, no departamento da Gironda. Estende-se por uma área de 34,53 km². Em 2010 a comuna tinha 844 habitantes (densidade: 24,4 hab./km²).